# Banggle (Kanigoro)
Banggle is een bestuurslaag in het regentschap Blitar van de provincie Oost-Java, Indonesië. Banggle telt 7572 inwoners (volkstelling 2010).